# Roberto Micheletti
Roberto Micheletti Bain (* 13. srpna 1943 El Progreso) je honduraský politik, bývalý prezident Hondurasu a Honduraského národního kongresu. Je členem Liberální strany Hondurasu.

## Okolnosti nástupu do úřadu
Roberto Micheletti se stal úřadujícím prezidentem Hondurasu po vyvrcholení tamní politické krize v červnu 2009. Od 28. června plnil de facto funkci prezidenta země. Stalo se tak poté, co armáda z rozkazu nejvyššího soudu zadržela tehdejšího prezidenta Manuela Zelayu z důvodu nedodržování ústavy. 27. ledna 2010 ho v úřadu vystřídal řádně zvolený Porfirio Lobo Sosa.
Micheletti byl uveden do úřadu Honduraským národním kongresem, který v zemi plní funkci moci zákonodárné, krátce poté, co byl Zelaya zatčen a vyhoštěn armádou ze země. Do této doby zastával Micheletti funkci prezidenta Národního kongresu a poslance za Liberální stranu Hondurasu (od roku 1982).